# آننا (دوره)
آننا (به ژاپنی: 安和 Anna)؛ نام یک عصر تاریخی ژاپنی (نِنگُو) بود. این عصر بعد از کوهو (دوره) و قبل از تنروکو قرار داشت و از اوت ۹۶۸ تا مارس ۹۷۰ میلادی به طول انجامید. در طی این عصر امپراتور ری‌زی و سپس امپراتور آنیو امپراتورژاپن بودند.